# Pau Brasil
Pau Brasil là một đô thị thuộc bang Bahia, Brasil. Đô thị này có diện tích 609,505 km², dân số năm 2007 là 10765 người, mật độ 17,7 người/km².